# Buddhista szövegek

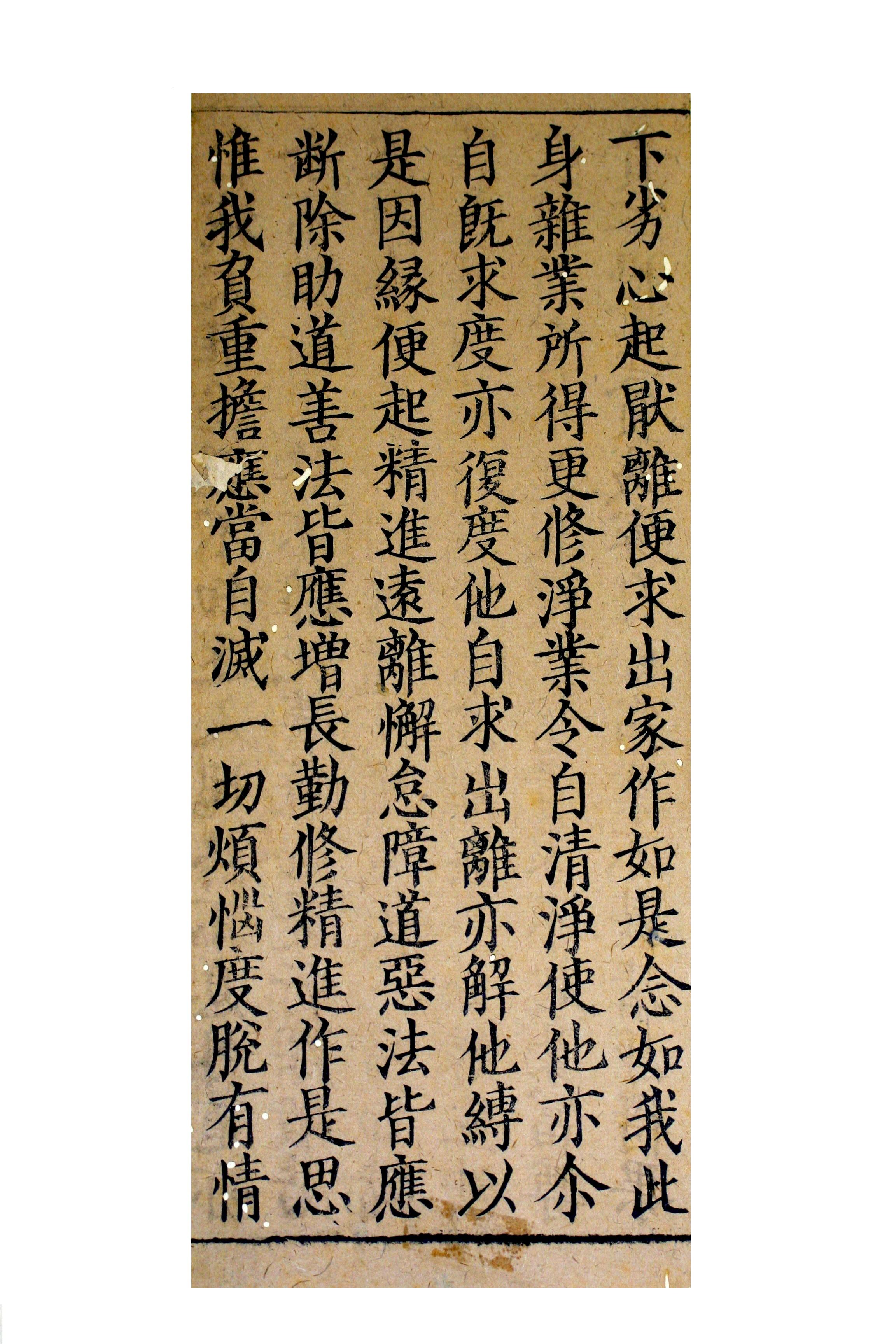
Szung-dinasztia kori könyvoldal a Mahá-pradnyá-páramitá-szútrából, Nantojószó-gyűjtemény, Japán

A buddhista szövegeket sokféleképpen lehet csoportosítani. A nyugati tudósok a kézirat, kanonikus írás kifejezéseket nem egységes módon alkalmazzák a buddhizmus területén. Például egyesek két csoportra osztják a szövegeket: kéziratokra és kanonikus szövegekre. Mások a kéziratokat kanonikus, magyarázó és pszeudo-kanonikus szövegekre osztják. Egy másikfajta csoportosításban a "Buddha szavait" (buddha-vacsana) különböztetik meg az összes többi szövegtől.

## Buddha-vacsana

### Hagyományos kritériumok
Donald Lopez szerint már nagyon korán felállították azokat a kritériumokat, hogy mi számít buddha-vacsanába és a korai megfogalmazások nem utalnak arra, hogy a dharma csupán a történelmi Buddha által kiejtett szavakat jelentené. A Mahászánghika és a Múlaszarvásztiváda korai buddhista iskolák a buddha-vacsana részének tekintették a Buddha párbeszédeit és a tanítványainak a szövegeit is egyaránt. Sok lényt képesnek tartottak arra, hogy buddha-vacsana tudást adjanak át. Ilyenek a buddhák, a Buddha tanítványai, a risik és a dévák. Az ilyen párbeszédeket ezután összeegyeztették a szútrákkal, összehasonlították a vinajával, majd a dharma természetével is összevetették. Csak ezután nyilvánította igaz, Buddha általi buddha-vacsanának a szangha (buddhista közösség), idős mesterek egy kis csoportja, vagy egy idős, akit mindenki tisztelt.

### A hínajána buddhizmusban
A hínajána buddhizmusban a buddha-vacsana hagyományos értelemben vett gyűjteménye a páli kánon szövegeit jelentik.
Néhány tudós szerint a páli kánon és az ágamák egy része valóban tartalmazhatja a történelmi tanítás lényegét és akár a történelmi Buddha tényleges szavait is.

### A kelet-ázsiai buddhizmusban
A kelet-ázsiai buddhizmusban a kínai buddhista kánont tekintik a buddha-vacsanának. A legnépszerűbb kiadás a Taisó Tripitaka.
A kínai buddhizmus tiszteletre méltó tanítója, Hszüan Hua szerint öt fajta lény mondhatja el a buddhista szútrákat: egy buddha, egy buddha tanítványa, egy déva, egy risi vagy ezen lények egy emanációja. Azonban előbb egy buddha fel kell, hogy jogosítsa őket, hogy a tartalmak tényleg a dharma szerint valók legyenek.
Néha a valaki által írt magyarázószövegeket is egyesek buddha-vacsanának tekintik.
A singon buddhizmus kifejlesztett egy olyan rendszert, amelyben a korai szútrák szerzője Gautama Buddha fizikális manifesztációja, az Ekajana szútrákat Trikája formájában, a vadzsrajána szövegeket pedig Dharmakája alakjában szerezte a Buddha.

### A tibeti buddhizmusban
A tibeti buddhizmusban a Kandzsúrt tekintik buddha-vacsanának. A kelet-ázsiai és a tibeti buddhista kánon mindig is ötvözte a buddha-vacsanát egyéb, saját gyűjtésű irodalmakkal. Azonban általános értelemben megegyezik a nézőpontjuk abban, hogy mi tartozik és mi nem tartozik a buddha-vacsanába. A tibeti Kandzsúr, amely a tibeti vadzsrajána buddhizmus vonalát képviseli, a szútrákon és vinaján kívül tantrákat is tartalmaz.

## Különböző hagyományok
A mahájána szútrákat a mahájána buddhizmus követői a Buddha szavainak tekintik, amelyeket titokban adtak tovább, vagy természetfeletti lények születési vonalán keresztül (úgy mint a nágák), vagy közvetlenül érkeztek buddháktól vagy bódhiszattváktól. Mintegy 600 mahájána szútra maradt fent szanszkrit, kínai, vagy tibeti nyelven.
Néhány buddhista szöveg önálló virtuális kánonná fejlődött. Ezeket kiterjesztett szútráknak (vaipulja) neveznek. Például, a tudósok úgy tartják, hogy a kínai buddhizmushoz tartozó Aranyfény szútra (Golden Light Sutra) a népszerű harmadik fejezete köré épült. Az Avatamszaka-szútra egy másik példa arra, hogy egy szútra sok szútrából épül fel, amelyek közül több is (főleg a Gandavjuha-szútra), a mai napig önálló szövegként kering a gyakorlók között. Az Avatamszaka-szútra és a Fehér lótusz szútra (White Lotus Sutra) az ekajána avagy egy szekér alapját képezik. Ezek a szövegek egyesítik a tanítást, amely korábban már egy nagyobb egységet alkotott.
Nemrégen történt egy jelentős régészeti felfedezés, amely során ráleltek a legkorábbi ismert buddhista kéziratokra. Az egykori ősi királyság Gandhára területe, észak-közép Pakisztánban, Takszila város közelében, a fővárostól, Iszlámábádtól délnyugatra van. Ezek nyírfakéregre írt szövegek az első századból. Jelentőségét a Holt-tengeri tekercsekhez hasonlítják. Az 1994-ben a British Library-nak adományozott szövegeket egy egyesült projekt keretében tanulmányozzák a Washingtoni Egyetemen.
A korai buddhizmusból más szövegek is fontosak. Hatalmas mennyiségű magyarázószöveget találni páli, tibeti, kínai, koreai és egyéb kelet-ázsiai nyelveken.
A legjelentősebb nem-kanonikus szövegek közé tartozik a Viszuddhimagga, avagy a tisztulás ösvénye, amelyet Buddhagósza írt. Ez a hínajána tanítások rövid összefoglalója, amely idézeteket tartalmaz a páli kánonból. A Milinda-panyha-t, avagy a Milinda kérdéseit néha a páli kánonba sorolják. Vannak, akik buddha-vacsanának tekintik, ezt a dharmát bemutató párbeszéd a buddhista bölcs, Nágaszéna és az indo-görög király, I. Menandrosz között.

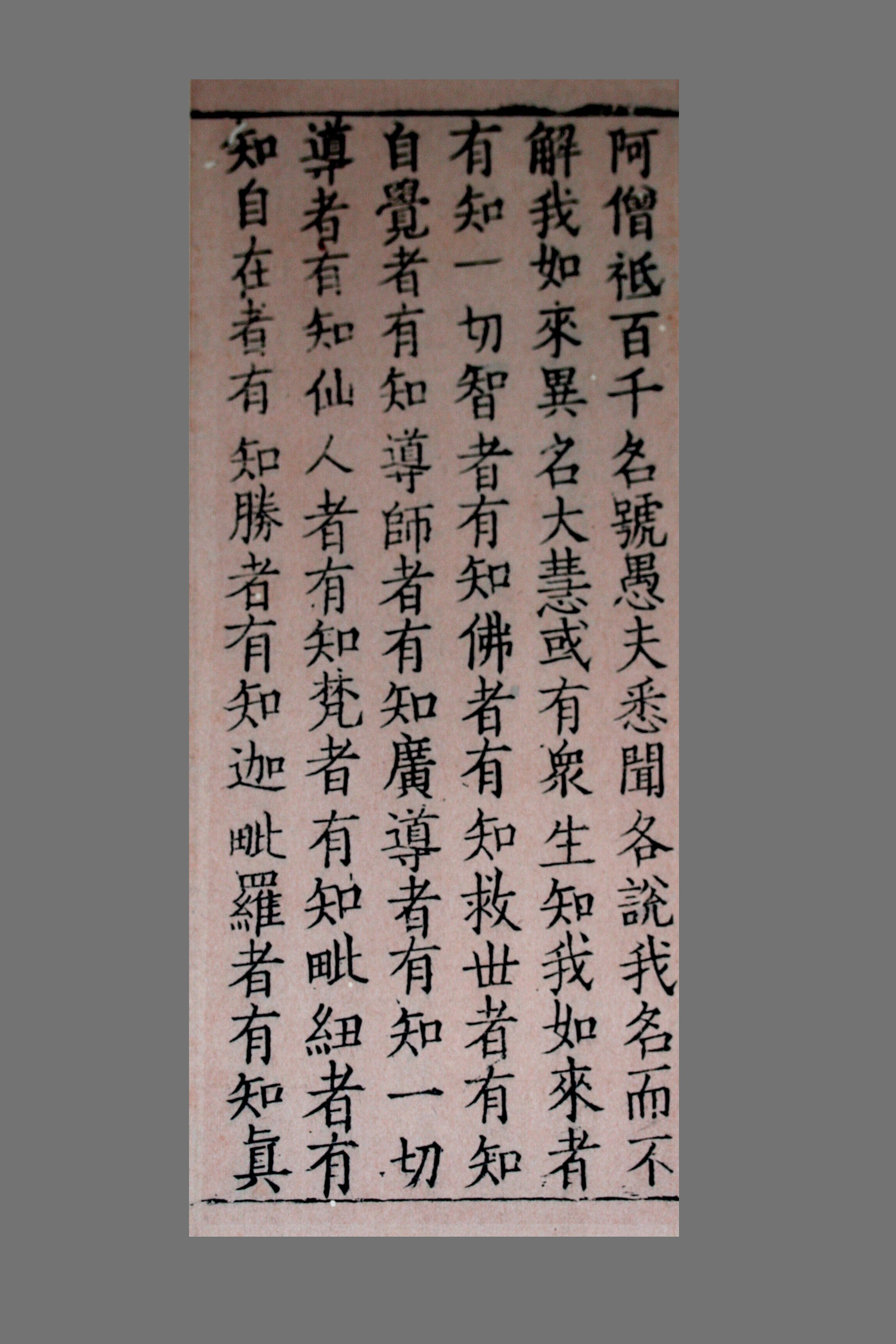
Egy koreai szútra egyik oldala a Korjo időszakból.

A mahájána hit felébredése (Awakening of Faith in the Mahayana) című értekezést a hívők Asvaghsa, indiai költő és filozófusnak tulajdonítanak. Ez a mű jelentős hatással volt az ázsiai mahájána tanokra és a történelemben számos koreai és kínai magyarázó szöveg inspirációjává vált. Santidéva, indiai szerzetes, Nálanda tanítványa, Bodhicsarjávatára című műve hatással volt a mahájána és a hínajána irányzatokra egyaránt. Siksaszamucsajá című írásában olyan referenciák vannak más szövegekre, amelyek más formában már nem léteznek.
A csán buddhizmusba tartozó Pódium szuttát Hujneng, kínai szerzetesnek tulajdonítják. Ezt a szöveget nem tekintik buddha-vacsanának, mégis szútraként kezelik. Ennek ellenére érdemes megjegyezni, hogy ez a megkülönböztetés eredhet esetleg fordításból is. Az eredeti kínai Pódium szútra egy king (經), amelyet úgy lehet fordítani, hogy "szútra". Azonban ugyanezt a kifejezést más ősi szövegekre is használják, mint például a Tao-tö-king és a Si king. A Pódium szútrában Hui Neng saját életéről ír, miképp lett belőle Zen pátriárka, valamint tartalmaz tanításokat a zen elméletéről és gyakorlatáról. A zen és a csán iskola kiváltképpen hagyatkozik zen mesterek nem-kanonikus elbeszéléseire.
A tibeti buddhizmusban egyedülálló és különleges osztályt kaptak az ún. terma szövegek (tibeti gTer-ma). Ezekről a szövegekről (vagy rituális tárgyakról stb.) úgy tartják, hogy tantrikus mesterektől származnak, vagy eleve kódolva vannak titkosan a természetben megtalálható elemekben, amelyeket bizonyos mesterek képesek megfejteni a megfelelő pillanatban. A termákra a tertönök (tibeti gTer-szton) találnak rá, akiknek valójában ez a különleges feladata. Egyes trémák barlangokban vagy ehhez hasonló helyeken vannak elrejtve, de akadnak tudati termák is, amelyeket a terön agyában fedeznek fel. A nyingma iskola (és a bön hagyomány) hatalmas terma irodalommal rendelkezik. Sok terma szöveget állítólag Padmaszambhava írt, aki a nyingmapához tartozók számára rendkívül fontos. Valószínűleg a legismertebb terma szöveg az ún. "A tibeti halottaskönyv", a Bardo tödol.

## A korai iskolák szövegei
Annak ellenére, hogy a korai buddhista iskolákból sok szöveg fennmaradt, a legteljesebb létező kánon a théraváda iskola páli kánonja. Ezek a szövegek páli nyelven maradtak fenn. A szarvásztiváda és a dharmaguptaka nagy része is létezik.
Egy tudós a páli irodalmat durván három részre osztotta. A korai, vagy klasszikus időszak magával a páli kánonnal kezdődik és tart egészen a Milinda-panyháig, ami nagyjából a keresztény kornak felel meg. Ezután a páli nyelv használaton kívülre került, illetve hanyatlott, majd a 4-5. században Buddhaghósza segítségével újbóli virágzásnak indult. Ez az időszak eltartott egészen a 12. századig. A harmadik időszak egybeesik a burmai politikai változásokkal, amik révén egy időre felszínre került Srí Lankán, illetve hosszabb ideig Burmában.
A korai iskolákból fennmaradt szövegek közé lehet még sorolni az ágamákat, amely tartalmazza a szarvásztiváda és a dharmaguptaka szövegeit. Ez utóbbi egy része valószínűleg megtalálható a gandhárai buddhista szövegekben. Néhány korai vinaja-pitaka szöveget (számos iskolából) őriz a kínai (mahájána) kánon.

### Vinaja
A vinaja irodalom főleg a szerzetesi magaviselettel foglalkozik. Annak ellenére, hogy a vinaja kifejezés magaviseletet jelent a dharma-vinaja párosításban (tan és fegyelem), a vinaja tannal kapcsolatos leírásokat, rituálékat, szertartásokat, önéletrajzokat és egyéb életrajzi történeteket is tartalmaz.
Hat vinaja maradt fent teljes egészében:
- Théraváda, páli nyelven íródott
- Mula-Szarvásztiváda, szanszkrit nyelven íródott, azonban csupán tibeti nyelvű fordításban maradt csak fenn
- Mahászánghika, Szarvásztiváda, Mahisászika és Dharmagupta - eredetileg indiai nyelveken, azonban csupán kínai nyelvű fordításban maradt csak fenn

Ezeken kívül számos vinaja részlet maradt fenn különböző nyelveken.

### Szútra
A szútrák (szanszkrit: páli Szutta) javarészt olyan párbeszédek, amelyek a történelmi Buddha és tanítványai között folytak. Ezeket tekintik buddha-vacsanának, a Buddha szavainak, ahogyan a legtöbb kanonikus irodalomban. A Buddha párbeszédeit eredetileg az elhangzott beszédek stílusai szerint csoportosították először kilenc, majd tizenkét részre. A szanszkrit részek a következők:
- Szútra: prózai párbeszédek, főleg rövid kijelentő formában.
- Geja: vegyes prózai és verses párbeszédek.
- Vjákarana: magyarázatok, elemzések - párbeszédek kérdés és felelet formában.
- Gáthá: versek
- Udána: beszédek
- Itjukta: úgy kezdődnek, hogy 'így mondta a Bhagavan'
- Dzsátaka: előző élet története
- Abhutadharma: csodák és csodálatos történetek
- Vaipulja: kibővített párbeszédek vagy olyanok, amelyek élvezetet nyújtanak (mahájána szövegek)
- Nidána: amelyben a tanítások az eredetük körülményeitől függően vannak elhelyezve
- Avadána: hőscselekedetek meséi
- Upadesa: meghatározott és alapos instrukciók

Az első kilenc minden létező ágamában megtalálható, az utolsó hármat későbbi forrásokból származnak. A hínajánában ezek nem csupán szutták, hanem a szentírás egészének jellemzései. Ez a rendszer megjelenik a mahájána szövegekben is. Később azonban új rendszert vezettek be a kánonba, amely már emlékeztet a ma megszokottra. Ez a felfogás a szuttákat a következőképpen rendszerezi:
- Hosszú párbeszédek - Változó hosszúságú párbeszédek (a leghosszabb 95 oldalas). A páli Dígha-nikája 34, a Dirghágama (a Dharmagupta része) 30 szútrát tartalmaz.
- Közepes hosszúságú párbeszédek - A maradék szútrákat tartalmazza, amelyek változó hosszúságúak. A páli Maddzshima-nikája 152 szútrából, a Madhjamágama 222 szútrából áll.
- Kapcsolódó párbeszédek - Ebbe a csoportba sok rövid történet van, amelyeket összeköt a témájuk, környezetük, vagy hallgatóságuk. A páli Szamjutta-nikájában 2 800 szútra, a Samjuktágamában 1 300 szútra maradt fenn.
- Megszámozott párbeszédek

#### Vegyes szövegek
Nincs minden iskolában ez a kategória, azonban a páli Khuddaka-nikája részét képezi néhány közismert és közkedvelt szöveg:
- a Dhammapada: mondások és aforizmák gyűjteménye.
- az Udana : mondások verses formában, amelyeket általában egy prózai szöveg vezet be.
- a Szutta-nipata: a Szutta-nipata egyes részei egyes tudósok szerint a legkorábbi leírt kánon.
- Theragáthá és Therigáthá: két életrajzi versgyűjtemény a Buddha tanítványairól.
- Dzsátaka: 'születési történetek' vers formában a Buddha korábbi életeiről.

### Abhidharma
Az Abhidharma (páli nyelven Abhidhamma - jelentése 'további dharma') a jelenségek elemzésével foglalkozik. Kezdetben különböző tanítások listáját tartalmazta - mint például a 37 Bodhipakszika-dharmát avagy a megvilágosodáshoz vezető 37 tényezőt. Az Abhidharma irodalom főleg a jelenségek elemzésével és a jelenségek közötti kapcsolatokkal foglalkozik.
A hínajána Abhidhamma a páli kánon részét képezi. A hínajána kolostorokon kívül a páli abhidhamma szövegei nem túl ismertek.
A szanszkrit nyelven íródott Szarvásztiváda Abhidharma fennmaradt a kínai és a tibeti hagyományokban is. Annak ellenére, hogy a hínajána Abhihamma a legismertebb és legépebben megőrzött Bhidhamma, érdemes megjegyezni, hogy a 18 korai buddhista iskola mindegyikének is megvolt a saját Abhidharma gyűjteménye. A módszereik ugyan megegyeztek, a szövegek anyaga eltérő volt.
Nem minden iskola tekintette az Abhidharmát kanonikusnak. A szautrántika, például úgy tartotta, hogy a kánonba csak a vinaja és a szútrák tartoznak. A hínajána féle Abhidhamma a mahájána eredeténél fontos tényezőjének tartja, hogy a jelenségek valóban léteznek - amit viszont egyes iskolák elvetnek.

## Mahájána szövegek
Vannak szútrák, amelyek a bennük megtalálható sorok számáról ismertek.
A Bölcsesség tökéletessége szútrák a pradnyával (bölcsesség vagy belső látás) foglalkozik. A bölcsesség ebben a szövegkörnyezetben azt jelenti, hogy úgy látni a valóságot, ahogy az ténylegesen van. Nem tartalmaz kidolgozott filozófiai magyarázatot, egyszerűen rámutat a valóság természetére, főleg paradoxonok segítségével. A legfőbb premissza egy olyan radikális non-dualizmus, amelyben minden és bármely dualista nézet tagadásra kerül. Így aztán a jelenségek se nem léteznek, se nem nem-léteznek, de jellemzi vonásuk a súnjata (üresség), azaz a lényegében változatlan természet hiánya.
A Szaddharma-pundarika, más néven a Lótusz szútra (Fehér Lótusz szútra, Fehér Lótusz szútrája stb.) valószínűleg az i.e. 100-tól az i.sz. 100-ig terjedő időszakban született. A fehér lótusz azt sugallja, hogy a három jána (Sravakajana, Pratyekabuddhajana és Bódhiszattvajana) valójában nem három különböző ösvény, amely ugyanahhoz a célhoz vezet, hanem egy ösvény egy céllal.
A Tiszta Föld szútrák három csoportja ismert: a Végtelen élet szútrája, az Amitabha-szútra és az Elmélkedés-szútra. Ezek a szövegek leírják a Tiszta Föld birodalom eredetét és természetét, amelyben az Amitábha Buddha lakik. Felsorolják Amitábha 48 fogadalmát, amit bódhiszattvaként tett, mielőtt elkezdte volna megépíteni a Tiszta Földet, ahol az élőlények képesek lesznek majd gyakorolni a dharmát nehézség és akadályok nélkül. A szútrák állítása szerint az élőlények újraszülethetnek oda helyes magaviselet és gyakorlás által.
A Vimalakirti Nirdesa szútra, amelynek a legkoraibb formája a 2. századból ismert. Viamalakirti bódhiszattva világi ember formájában jelenik meg, hogy a dharmát tanítsa. Ezt sokan a világi gyakorlatok erényeinek megerősítéseként látják. A benne szereplő tanok emlékeztetnek a Bölcsesség tökéletessége szútrára. Az egyik fő témája a buddhamező (Buddha-ksetra), amely nagy hatással volt a Tiszta Föld iskolákra. A Vimalakirti Nirdesa szútra nagyon népszerű Kínában, Koreában és Japánban, ahol ezt kompatibilisnek ítélték a Konfuciusz-féle értékekkel.
A szamadhi szútrák a legkorábbi mahájána szövegek közé tartoznak. Ezek a szövegek a tudat legalapvetőbb állapotainak meditáció által történő elérésére összpontosítanak. Ez utalás arra, hogy a korai mahájánában a meditáció fontos szerepet játszott. Ebben található a Pratjutpanna-szútra és a Surangama Szamadhi-szútra.
Léteznek gyónási célzatú szútrák is. A Triszkandha-szútra és a Szuvarnaprabhasza-szútra (Aranyfény szútra) a hibák meggyónásának gyakorlatára fókuszálnak. Az Aranyfény szútra Japánban főleg nagyon jelentőssé vált, ahol az 'Egyetemes szuverenitás' (szanszkrit: Csakravartin) című fejezetet használta fel a japán császár, hogy törvényesítse uralmát és jól működő modellt hozzon létre.
Az Avatamszaka-szútra egy hatalmas terjedelmű, összetett szöveg, amelynek több része van. Ezek közül a legismertebb a Daszabhumika-szútra és a Gandavjuha-szútra. Három egymást követő verziója létezik - kettő kínaiul és egy tibetiül. A gyűjteményhez újabb szútrákat adtak az új verziók megjelenései között. A Gandavjuha-szútráról úgy tartják, hogy egy szekta forrása, amely elsősorban Vairócsana (Buddha boldogság testeként is tekintenek rá) előtt hódol, és amely később létrehozta a Mahavairocsana-abhiszambodhi tantrát. Ez a tantra vált a Singon buddhizmus egyik legfőbb szövegévé és a tibeti buddhista kánon egyik tantrájává. Az Avatamszaka-szútra lett a Hua-jen (japánul Kegon) buddhista iskola legfőbb szövege, amelyből a jelenségek magyarázata lett a legfontosabb tan.
Léteznek ún. "három fordulat szútrák" is (a dharma kerekének három fordulatára utalva). Az első fordulat az Ágamák, a második az alacsonyabb mahájána szútrák, a harmadik a szútra maga. A Tathágata-garbha-szútra, a Szrimálá-szútra, az Angulimálíja-szútra, az Anunatva-Apurnatva-Nirdesza szútra és a Mahájána Maháparinirvána-szútra azt tanítja, hogy minden lénynek buddha természete van. Ez teszi lehetővé, hogy bárki megvilágosodjon.

## Vadzsrajána szövegek
A tibeti Kandzsúrban szerepelnek Nikája eredetű szövegek és mahájána szútrák. Persze legnagyobb karakterét a vadzsrajána szövegek jelentik. Buddha szavainak tekintik ezeket, tehát buddha-vacsanák. A tibeti Kandzsúrban mintegy 500 tantra fordítása szerepel. Ezek a szövegek főleg a kidolgozott rituálékról és meditációkról szólnak.
A késő-tibeti hagyomány négy osztályba sorolja ezeket a tantrákat: Krijá tantrák (rituálék), csarja tantrák (Vairócsana Buddha imádata), jóga tantrák (szintén Vairócsana tisztelete), anuttara tantrák (részben a mentális átalakulásra koncentrál és kevésbé rituális). Az anuttara tantrák közé tartoznak a jogottara, a pradzsnyá, a kálacsakra tantra.
Az anuttara tantrát a nyingma iskolában mahajógának nevezik. Ennek az iskolának is vannak olyan tantrái, ami más tibeti iskolában nem találhatóak.

## Bibliográfia
- The Rider encyclopedia of eastern philosophy and religion. London, Rider, 1989
- Nakamura, Hajime. 1980. Indian Buddhism: A Survey with Bibliographical Notes. 1st edition: Japan, 1980. 1st Indian Edition: Delhi, 1987. ISBN 81-208-0272-1
- Skilton, Andrew. A concise history of Buddhism. Birmingham, Windhorse Publications, 1994
- A. K. Warder 1970. Indian Buddhism. Motilal Banarsidass, Delhi. 2nd revised edition: 1980
- Williams, Paul. Mahayana Buddhism : the doctrinal foundations. London, Routledge, 1989
- Zürcher, E. 1959. The Buddhist Conquest of China: The Spread and Adaptation of Buddhism in early Medieval China. 2nd edition. Reprint, with additions and corrections: Leiden, E. J. Brill, 1972
- Susan Murcott. The First Buddhist Women Translations and Commentary on the Therigatha, 1991

## Külső hivatkozások
- Online Dharma Libraries
- The Buddhist Text Translation Society
- Pali Canon in English translation (incomplete)
- Beyond the Tipitaka: A Field Guide to Post-canonical Pali Literature
- Bibliography of Indian Philosophy, Karl Potter; includes lists of available translations and known or estimated dates of composition of many Buddhist sutras
- How old is the Suttapiṭaka? The relative value of textual and epigraphical sources for the study of early Indian Buddhism by Alexander Wynne, St John's College, Oxford University, 2003
- History of early Buddhism in Sri Lanka, The Mahawansa